# Handbal Club Atomix Haacht
Maillots
Le Handbal Club Atomix Haacht, abrégé en HC Atomix Haacht, anciennement Haachtse SK, est un club belge de handball. Le club fait évoluer ses différentes équipes dans trois villes à Haacht et à Keerbergen dans le Brabant flamand mais aussi à Putte dans la Province d'Anvers.
Porteur du matricule 172, le club évolue en BeNe League. Affilié à la VHV, Atomix fut la seule formation brabançonne à avoir joué en BeNeLux Liga lors de la saison 2010/2012.

## Histoire

### Création
Le Handbal Club Atomix Haacht a été fondé en 1974 à l'initiative de quelques étudiants de l'école catholique Don Bosco de Haacht. Son matricule est le no 172.

### Les Hommes
À l'issue de la saison 2003-2004, les hommes montent en Division 1.
Les premiers résultats ne sont pas glorieux pour le HC Atomix, mais il ne faut que quelques saisons pour que les résultats soient plus convaincants : ils finissent quatrièmes des play-offs de la saison 2008-2009. Le HC Atomix s'est même qualifié pour la Benelux liga mais finit dernier de son groupe après avoir affronté des clubs tels que le HV KRAS/Volendam, le HV Fiqas Aalsmeer, le HC Berchem ou encore le HB Dudelange.
Mais durant la saison 2012-2013, l'équipe descend en Division 2 à cause du manque d'expérience de l'effectif. Mais même en division 2, le club finit par se faire une nouvelle fois reléguer en Superliga.

### Les Dames
Les dames montent, à l'issue de la saison 2008-2009, en Division 1 mais elles n'ont jamais réussi à jouer un rôle aussi en vue que leurs homologues masculins, puisqu'elles n'y restèrent qu'une saison. Depuis, elles évoluent en division 2.

### Jeunesse
La jeunesse est la force du HC Atomix. En effet, le club compte plus ou moins 200 jeunes répartis en 11 équipes dans les catégories jeunes.

### Parcours

#### Parcours hommes
| Saison    | Division   | Classement | Coupe de Belgique | Benelux liga |
| 2003-2004 | Division 2 | ?          | -                 |              |
| 2004-2005 | Division 2 | 1          | -                 |              |
| 2005-2006 | Division 1 | 8          | -                 |              |
| 2006-2007 | Division 1 | 9          | ?                 | -            |
| 2007-2008 | Division 1 | 6          | ?                 | -            |
| 2008-2009 | Division 1 | 9          | ?                 | -            |
| 2009-2010 | Division 1 | 4          | ?                 | -            |
| 2010-2012 | Division 1 | 7          | ?                 | 6            |
| 2011-2012 | Division 1 | 10         | ?                 | -            |
| 2012-2013 | Division 2 | 9          | Deuxième tour     | -            |
| 2013-2014 | Superliga  | .          |                   | -            |

#### Parcours dames
| Saison    | Division   | Classement | Coupe de Belgique |
| 2007-2008 | Division 2 | ?          | ?                 |
| 2008-2009 | Division 2 | 1          | ?                 |
| 2009-2010 | Division 1 | 10         | ?                 |
| 2010-2012 | Division 2 | ?          | ?                 |
| 2011-2012 | Division 2 | ?          | ?                 |
| 2012-2013 | Division 2 | 5          | ?                 |
| 2013-2014 | Division 2 | .          | ?                 |

## Salles
Le HC Atomix étant un club assez important répartie ses quatorze équipes sur trois salles, le Sporthal Den Dijk situé à Haacht en province du Brabant flamand, le Sporthal Keerbergen situé à Keerbergen en province du Brabant flamand et au Sporthal Klein Boom situé à Putte en Province d'Anvers.

## Rivalités
Les matchs les plus tendus du Handbal Club Atomix sont les derbys contre les clubs les plus proches (province, région) mais aussi contre les clubs candidats au titre de champion.
- Initia HC Hasselt
- United HC Tongeren
- Achilles Bocholt
- Sporting Neerpelt-Lommel
- KV Sasja HC Hoboken
- Union beynoise
- HC Louvain
- Groot-Bijgardeen SK
- Brussels Handball Club
- United Brussels HC

## Palmarès

### Palmarès masculin
Le tableau suivant récapitule les performances de la section masculine du Handbal Club Atomix Haacht dans les diverses compétitions belges et européennes.
| Compétitions internationales         | Compétitions nationales |
| - Benelux liga - Sixième : 2010-2011 | - Championnat de Belgique - Quatrième : 2008-2009 - Coupe de Belgique - Deuxième tour : 2012 (depuis 2012) - Championnat de Belgique D2 (1) - Premier : 2004-2005 - Championnat de Belgique (1) - Premier : 2002-2003 |

### Palmarès féminin
Le tableau suivant récapitule les performances de la section féminine du Handbal Club Atomix Haacht dans les diverses compétitions belges et européennes.
| Compétitions internationales | Compétitions nationales                                                                                                 |
|                              | - Championnat de Belgique : - 10e : 2010 - Coupe de Belgique - Championnat de Belgique D2 (2) : - Champion : 2009, 2024 |

## Effectif

### Effectif actuel
Effectif pour la saison 2022-2023
| N° | P   | Nom              | Date de naissance          | Taille | Sélection | Au club depuis | Ancien club      |  |
| -- | --- | ---------------- | -------------------------- | ------ | --------- | -------------- | ---------------- |  |
| 12 | GB  | Pieter Schruers  | 29 mars 1999 (23 ans)      | 1,97 m | -         | 2022           | Olse Merksem     |  |
| 21 | GB  | Milan De Grave   | 27 janvier 2000 (23 ans)   | 1,96 m | -         | 2020           | HKW Waasmunster  |  |
| 4  | ALG | Lars Dedobbeleer | 6 juin 2003 (19 ans)       | -      | -         | 2022           | Formé au club    |  |
| 24 | ALG | Ahmed Nasif      | 24 février 2002 (21 ans)   | -      | -         | 2020           | Smouha SC        |  |
| 33 | ALG | Filip Angulov    | 2000 (22 ans)              | -      | -         | 2017           | Formé au club    |  |
| 8  | ALD | Merlijn Wauters  | 23 octobre 1997 (25 ans)   | -      | -         | 2022           | Achilles Bocholt |  |
| 9  | ALD | Loïc Heleven     | 6 avril 2000 (22 ans)      | 1,78 m | -         | 2020           | United Brussels  |  |
| 10 | DC  | Ben Schroven     | 7 avril 2000 (22 ans)      | -      | -         | 2018           | Formé au club    |  |
| 20 | DC  | Florian Mulder   | 21 décembre 1992 (30 ans)  | 1,85 m | -         | 2022           | United Brussels  |  |
| 15 | DC  | Wouter Schroven  | 12 septembre 1997 (25 ans) | -      | -         | 2015           | Formé au club    |  |
| 11 | ARG | Victor Snoecx    | 2 mars 2004 (18 ans)       | -      | -         | 2022           | Formé au club    |  |
| 14 | ARG | Sérgio Ribeiro   | 18 mai 1992 (30 ans)       | 1,85 m |           | 2022           | Vitoria SC       |  |
| 22 | ARG | Jeroen Driesen   | 20 novembre 1997 (25 ans)  | 1,96 m | -         | 2022           | Olse Merksem     |  |
| 18 | ARD | Antonio Almeida  | 8 juillet 1997 (25 ans)    | -      | -         | 2022           | ADA Maia         |  |
| 30 | ARD | Matthias Claes   | 15 mars 1995 (27 ans)      | -      | -         | 2015           | Formé au club    |  |
| 6  | PVT | Igor Beckers     | 6 septembre 1996 (26 ans)  | -      | -         | 2015           | Formé au club    |  |
| 17 | PVT | Thibaut Hayette  | 30 mars 2000 (22 ans)      | -      | -         | 2017           | Formé au club    |  |
| 8  | PVT | Gibril Fredj     | 15 septembre 2005 (18 ans) | -      | -         | 2023           | HC Kraainem      |  |

## Personnalité liée au club

### Entraineur

#### Dames
- David Lievens 2008[3]-

#### Hommes
- Wim De Proft -2006[4]
- Ronald Dom 2006-2006[4]
- Luc Vercauteren 2006-[4]
- Harold Nusser 2008-
- Pierre Danckaert -2010
- Frank Van Uytfange -2011
- Bourzid Arezki 2011-
- Marnix Froyen 2013-2013
- Pierre de Eburonen 2013-2014
- Zack Gnakaby 2014-2015
- Ronald Dom 2015-2016
- Gerrit Vertommen/Gert-Jan De Vis 2016-2017
- Lars Bertels/Gert-Jan De Vis 2017-2018

## Club rencontrés en Benelux liga
- HC Berchem
- HB Dudelange
- HV Fiqas Aalsmeer
- HV KRAS/Volendam